# Сан Бернардино Вербано (Вербано-Кузио-Осола)
Сан Бернардино Вербано (итал. San Bernardino Verbano) је насеље у Италији у округу Вербано-Кузио-Осола, региону Пијемонт.
Према процени из 2011. у насељу је живело 1152 становника. Насеље се налази на надморској висини од 303 м.

## Становништво
Према резултатима пописа становништва 2011. у општини је живело 1.384 становника.
| 1931. | 1936. | 1951. | 1961. | 1971. | 1981. | 1991. | 2001. | 2011. |
| ----- | ----- | ----- | ----- | ----- | ----- | ----- | ----- | ----- |
| 1.233 | 1.136 | 1.129 | 1.120 | 1.002 | 1.023 | 1.039 | 1.152 | 1.384 |